# Guillermo Araújo
Guillermo Araújo (Asunción, 20 settembre 1982) è un ex cestista paraguaiano.

## Carriera
Con il Paraguay ha disputato due edizioni dei Campionati americani (2011, 2013).